# Deraa
« Adraa » redirige ici. Ne pas confondre avec Adra.
Pour les articles homonymes, voir Dara.
Darʿā (en arabe : درعا), également transcrit Deraa, Déraa, Dara, Daraa ou Dera, est une ville du sud-ouest de la Syrie proche des frontières avec la Jordanie, le Liban et Israël. Elle est la capitale du gouvernorat de Deraa. 
Ville à majorité sunnite, elle compte 76 419 habitants lors du recensement de 2009. 

## Histoire
Deraa est l'une des villes les plus antiques de Syrie, puisqu'elle a été fondée sous les Cananéens et qu'elle est mentionnée — sous le nom d'Atharaa — dans des tablettes hiéroglyphiques égyptiennes à l'époque du pharaon Thoutmose III entre 1490 et 1436 av. J.-C. Les Hébreux la mentionnent ensuite dans le livre des Nombres sous le nom d'Edrei ou Edre'i, capitale du Bachân et site d'une victoire des Israélites contre le roi de la ville, Og.
Sous l'Empire des Séleucides, dont la ville faisait partie, et sous l'Empire romain, auquel elle a été incorporée par Trajan en 106, elle était dénommée Adraa (Ἀδράα), nom que l'on retrouve sur ses pièces de monnaie,. Adraa faisait partie de la province d'Arabia Petræa. Au IIIe siècle de notre ère, Adraa obtient le statut de polis (ville administrée de façon largement autonome). Eusèbe de Césarée la mentionne comme étant une polis d'Arabie fameuse. Selon Épiphane de Salamine, la région au-delà d'Adraa était habitée par des Ebionites,,.
Adraa était le siège d'un évêché. Arabius, le premier évêque d'Adraa dont nous connaissons le nom, participa au concile de Séleucie en 359. L'évêque Uranius était au Premier concile de Constantinople en 381 ; Proclus au synode anti-Eutyches de Constantinople en 448 et au concile de Chalcédoine en 451. Dorimenius assista quant à lui au deuxième concile de Constantinople en 553,. Aujourd'hui Adraa n'est plus un siège épiscopal, mais l'Église catholique l'a mise à la liste des sièges in partibus, ou sièges titulaires. C'était à l'époque de l'Empire romain d'Orient (Byzance) un foyer d'activités missionnaires chrétiennes en direction du désert de Syrie. En 614, l'armée sassanide mit Adraa à sac, mais épargna les habitants.

### Guerre civile syrienne

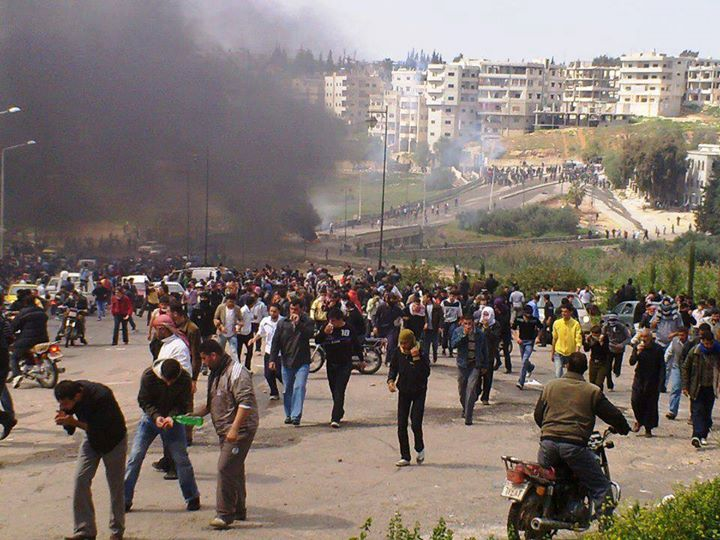
Manifestations en 2013.

Ville commerçante sunnite, elle regroupe plusieurs tribus hostiles au pouvoir central avant même le début de la guerre civile syrienne. Cette ville est le point de départ des protestations syriennes de 2011 à partir de la mosquée d'Omar. À la fin du mois de février 2016, plus d'un millier d'anciens rebelles de la région négocient avec le gouvernement central, représenté par le gouverneur Mohammad Khaled, et rendent les armes[réf. souhaitée]. En juillet 2017, un accord de cessez-le-feu est signé et la région devient une « zone de désescalade ». L'opposition armée est alors essentiellement représentée par le Front du Sud de l'Armée syrienne libre.
En juin 2018, une vaste offensive est lancée par les forces loyalistes, rejointes par l'aviation russe le 24 juin, pour tenter de reprendre le gouvernorat,. Le 14 juillet 2018, la ville de Deraa est reprise par l'armée syrienne. Elle est ensuite tenue par le régime syrien.
En juin 2021, la ville de Deraa est de nouveau assiégée et 40 000 personnes sont empêchées de sortir, privées de communications et d'accès aux moyens de subsistance. Près de la moitié des civils fuit les combats tandis qu'environ 20 000 personnes restent privées d'accès à l'eau, à la nourriture, à l'électricité et aux soins en août 2021,.
En décembre 2024, les rebelles opposés au régime lancent une offensive en Syrie, d'abord dans la région d'Alep, puis en direction du sud, Hama et Homs. Quelques jours plus tard, des soulèvements éclatent dans le Sud de la Syrie et les insurgés prennent rapidement le contrôle de la totalité du gouvernorat de Deraa, dont la ville de Deraa.